# Prince Daye
Prince Daye (Monrovia, Liberia, 11 de abril de 1978) es un exfutbolista de Liberia que jugaba en la posición de centrocampista.

## Carrera

### Club
| Periodo   | Club                |
| --------- | ------------------- |
| 1995–1996 | Madina Republicans  |
| 1996–1997 | Invincible Eleven   |
| 1997–2002 | SC Bastia           |
| 2002–2003 | Club Africain       |
| 2003–2004 | CD Badajoz          |
| 2004–2005 | Maccabi Petah Tikva |
| 2006–2007 | Al-Sailiya SC       |

### Selección nacional
Jugó para Liberia en 25 ocasiones de 1996 a 2004 y anotó siete goles, de los cuales 10 de ellos fueron de clasificación al mundial; y participó en la Copa Africana de Naciones 2002.
| N.º | Fecha                   | Sede                                                   | Rival     | Marcador | Resultado | Torneo                                                  | Ref.  |
| --- | ----------------------- | ------------------------------------------------------ | --------- | -------- | --------- | ------------------------------------------------------- | ----- |
| 1   | 8 de junio de 1997      | Samuel Kanyon Doe Sports Complex, Paynesville, Liberia | Namibia   | 1–0      | 1–2       | Clasificación para la Copa Mundial de Fútbol de 1998    | [ 3 ] |
| 2   | 16 de diciembre de 2000 | FNB Stadium, Johannesburg, Sudáfrica                   | Sudáfrica | 1–2      | 1–2       | Clasificación para la Copa Africana de Naciones de 2002 | [ 4 ] |
| 3   | 14 de enero de 2001     | Samuel Kanyon Doe Sports Complex, Paynesville, Liberia | Congo     | 5–1      | 5–1       | Clasificación para la Copa Africana de Naciones de 2002 | [ 5 ] |
| 4   | 25 de marzo de 2001     | Stade Municipal, Pointe-Noire, República del Congo     | Congo     | 1–0      | 1–0       | Clasificación para la Copa Africana de Naciones de 2002 | [ 6 ] |
| 5   | 25 de enero de 2002     | Stade du 26 Mars, Bamako, Malí                         | Argelia   | 1–0      | 2–2       | Copa Africana de Naciones 2002                          | [ 7 ] |
| 6   | 12 de octubre de 2002   | Samuel Kanyon Doe Sports Complex, Paynesville, Liberia | Níger     | 1–0      | 1–0       | Clasificación para la Copa Africana de Naciones de 2004 | [ 8 ] |
| 7   | 21 de junio de 2003     | Accra Sports Stadium, Acra, Ghana                      | Guinea    | 1–1      | 1–2       | Clasificación para la Copa Africana de Naciones de 2004 | [ 9 ] |

## Logros
- Premier League de Liberia (1): 1997
- Copa de Liberia (1): 1997
- Copa Intertoto (1): 1997